# لفوت بالا (كوركا)
لفوت بالا (بالفارسية: لفوت بالا) هي قرية تقع في إيران في قسم كورکا الريفي. يقدر عدد سكانها بـ 300 نسمة بحسب إحصاء 2016.